# アベル・パヴェ・ド・クルテイユ
アベル・ジャン・バティスト・ミシェル・パヴェ・ド・クルテイユ（Abel Jean Baptiste Michel Pavet de Courteille、1821年6月23日 - 1889年12月12日）は、19世紀フランスのオリエンタリストで、トルコ語の研究を専門としていた。彼はペール・ラシェーズ墓地（第44区）にて埋葬されている。